# Riegersburg-Pleißing
Riegersburg-Pleißing ist eine ehemalige Gemeinde (oder auch Gemeindeverband) im Bezirk Hollabrunn in Niederösterreich, die im Zuge der Niederösterreichischen Kommunalstrukturverbesserung erst gebildet und dann gleich wieder aufgelöst wurde.

## Geschichte
Mit 1. Jänner 1969 schlossen sich die bis dahin selbständigen Gemeinden Felling, Mallersbach, Pleißing und Riegersburg zur neuen Gemeinde Riegersburg-Pleißing zusammen.
Mit 1. Jänner 1972 wurde Riegersburg-Pleißing gemeinsam mit Merkersdorf nach Hardegg eingegliedert.